# Eugeniapolder
De Eugeniapolder is een polder ten noorden van Sas van Gent, behorende tot de Polders in de vaarwegen naar Axel en Gent, in de Nederlandse provincie Zeeland. 
De polder is ontstaan nadat het Sassche Gat, door de afsluiting ervan in 1826, snel begon te verzanden. In 1845 werd vergunning verleend aan F.W. Van Zuylen van Nievelt en Albert Gheldolf (een bekend Belgisch historicus, die ook senator werd), om 80 ha schor in te dijken. In 1846 kwam de polder, door afdamming, gereed. Ze werd vernoemd naar de voornaam van Albert Gheldolfs' echtgenote.
De polder grenst aan de oostkant aan het Kanaal Gent-Terneuzen.